# Kavolių miškas
Kavolių miškas este o arie protejată (sit de importanță comunitară — SCI) din Lituania întinsă pe o suprafață de 412,15 ha, integral pe uscat.

## Localizare
Centrul sitului Kavolių miškas este situat la coordonatele 55°14′32″N 21°42′03″E / 55.2423°N 21.7007°E.

## Înființare
Situl Kavolių miškas a fost declarat sit de importanță comunitară în iulie 2022 pentru a proteja un număr necunoscut de specii din flora spontană și fauna sălbatică aflate în arealul zonei.

## Biodiversitate
Situată în ecoregiunea boreală, aria protejată conține 3 habitate naturale: Păduri caducifoliate bătrâne naturale hemiboreale fino-scandinave (Quercus, Tilia, Acer, Fraxinus sau Ulmus) bogate în specii epifite, Păduri caducifoliate de mlaștină fino-scandinave, Păduri aluvionare cu Alnus glutinosa și Fraxinus excelsior (Alno-Padion, Alnion incanae, Salicion albae).
La baza desemnării sitului se află un număr nedeclarat de specii protejate.
Pe lângă speciile protejate, pe teritoriul sitului au mai fost identificate 1 specie de păsări.